# Universität Nablus

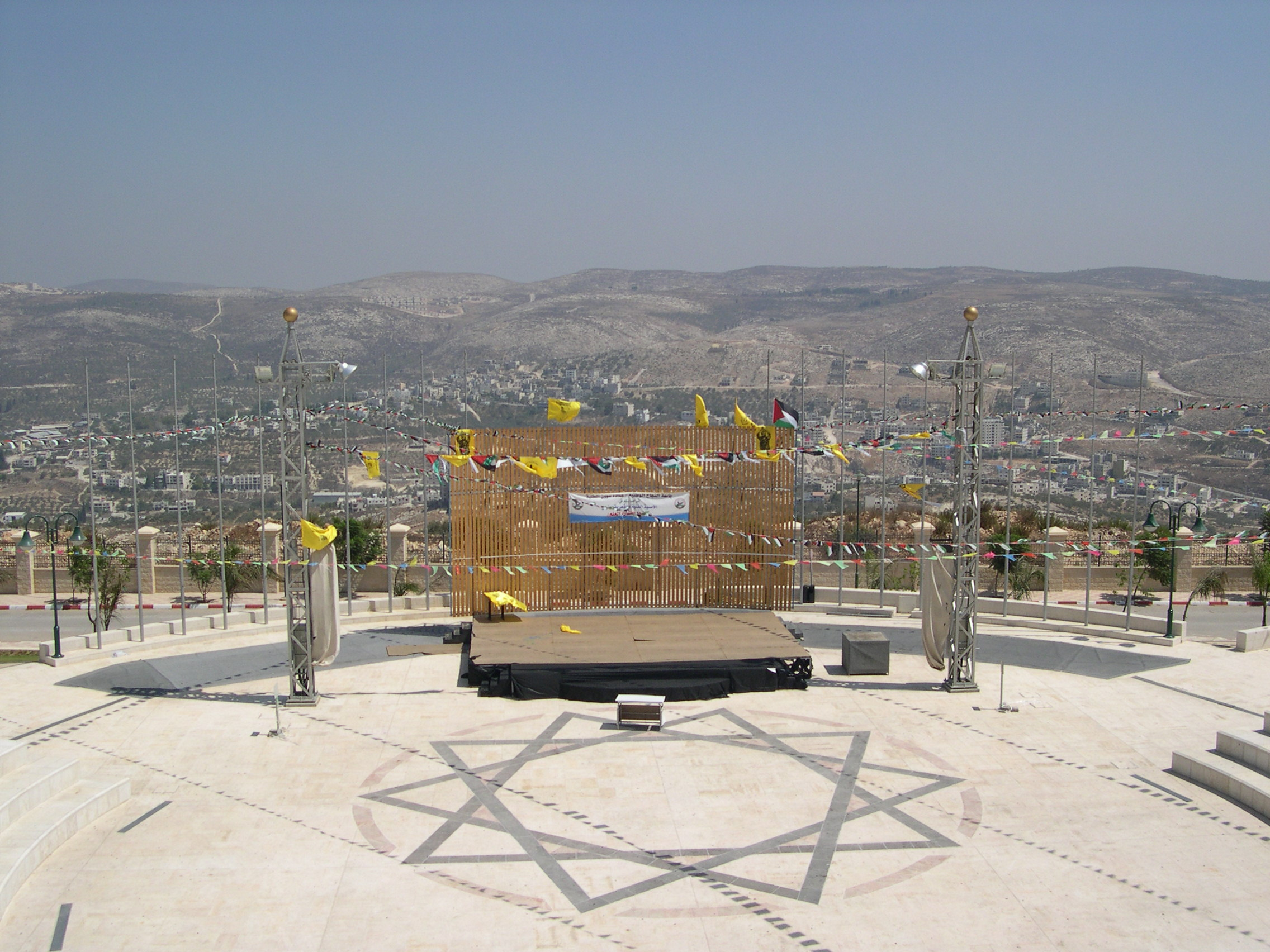
Das Freilichttheater der Universität Nablus

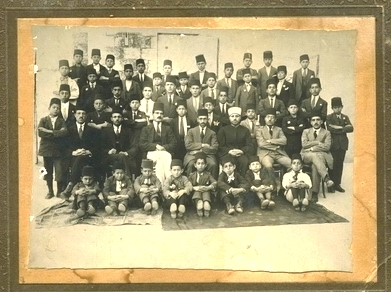
1920 – Universität Nablus

Die Universität Nablus (arabisch جامعة النجاح الوطنية, DMG Ǧāmiʿat an-Naǧāḥ al-waṭanīya; auch: an-Najah-Nationaluniversität) ist eine palästinensische Universität in Nablus. Die Universität wurde 1977 gegründet und geht auf eine gleichnamige Bildungseinrichtung von 1918 zurück.
Die Universität Nablus ist eine nichtstaatliche, öffentliche Einrichtung, die von einem Kuratorium geleitet wird. Sie verfügt über 12 Fakultäten, in denen im Jahr 2025 rund 22.000 Studenten eingeschrieben waren. Mit 3.000 Mitarbeitern gilt sie als die größte Universität in den Palästinensischen Autonomiegebieten.

## Geschichte
Die Einrichtung wurde 1918 als Schule gegründet und 1941 zum College erweitert. Im Jahr 1965 wurde eine Lehrerausbildungsseminar eingerichtet und 1977 erlangte sie den Universitätsstatus.
2005 wurde, wie in der Region üblich, der Lehrbereich Archäologie mit dem Studienfach Touristik fusioniert.